# Phaonia minutiungula
Phaonia minutiungula är en tvåvingeart som beskrevs av Zhang och Xue 1996. Phaonia minutiungula ingår i släktet Phaonia och familjen husflugor.
Artens utbredningsområde är Jilin (Kina). Inga underarter finns listade i Catalogue of Life.